# Orientalische Süßlippe
Die Orientalische Süßlippe (Plectorhinchus vittatus) lebt im Indopazifik von der Küste Ostafrikas bis nach Japan und Samoa.

## Aussehen
Jungfische der Orientalischen-Süßlippe haben eine dunkelbraune Grundfarbe mit großen cremefarbenen, gelb umrandeten Flecken. Bei einer Länge von etwa 15 Zentimeter färben sie sich um. Die erwachsenen Fische sind von silbriger Grundfarbe mit dunklen Längsstreifen. Der Vorderteil des Kopfes und die Flossen sind gelb. Rücken-, After- und Bauchflossen sind schwarz gepunktet. Sie werden 55 Zentimeter lang.

## Verhalten
Jungfische sind Einzelgänger, die versteckt zwischen Korallen leben. Die ausgewachsenen Fische leben in kleinen Gruppen oder großen Schwärmen. Tagsüber halten sie sich meist unter Tischkorallen oder anderen Überhängen auf und gehen nachts auf Nahrungssuche um benthische Wirbellose zu fressen.